# 引接寺 (京都市)
引接寺（いんじょうじ）は、京都市上京区千本通廬山寺上る閻魔前町にある高野山真言宗の寺院。山号は光明山。本尊は閻魔法王。一般には千本ゑんま堂（せんぼん えんまどう）と通称される。春の念仏狂言で知られる。
引接とは仏が衆生を浄土に往生させることである。その名の通りこの寺は、かつての京都の3大墓地であった化野、鳥辺野、蓮台野（れんだいの）の一つである蓮台野の入口に立っている。現在でも地獄の裁判官である閻魔の像を祀り、「悪いことをするな」「嘘をついてはいけない」という子供らへの教戒の場となっている。寺務所では「えんま様のお目こぼし」というかき餅も売られている。

## 歴史
そもそもは現世と冥土を行き来して、閻魔法王とも交流したという伝承のある小野篁（802年 – 853年）が、蓮台野の入口であるこの地に自ら閻魔法王の姿を刻んで祠を建立して祀ったのが当寺の始まりであるという。
その後、寛仁元年（1017年）に藤原道長の後援を得た恵心僧都源信の弟弟子・定覚により、「諸人化導引接仏道」の道場とすべく篁が建立した祠をもとに開山されたと伝える。後に廃れたが、文永10年（1273年）に明善律師によって中興された。
安土桃山時代、京に来た宣教師ルイス・フロイスの『日本史』（Historia de Iapan）中に、永禄8年（1565年）当時の本寺の境内の様子が記されている。
天正2年（1574年）に織田信長が上杉謙信に贈ったと伝えられ、京の名所と町衆の姿を描いた国宝『洛中洛外図屏風』（米沢市上杉博物館蔵）の左隻右上に「千本ゑんま堂」が描かれている。その境内では普賢象桜や十重石塔とともにゑんま堂狂言「閻魔庁」を演じている様子が描かれている。
千本ゑんま堂大念仏狂言は、1964年（昭和39年）に後継者不足が原因で途絶える。1974年（昭和49年）には不審火によって狂言堂が焼け、狂言衣装も焼失する。しかし、翌1975年（昭和50年）には焼け残った狂言面をもとに「千本ゑんま堂狂言保存会」が結成され、狂言堂は仮建築ながら再建された。以前の西陣講中を中心としたメンバーや一般から募集したメンバーも含めた編成に推移し、以降復活した狂言二十数演目が毎年境内で公開されている。

## 境内

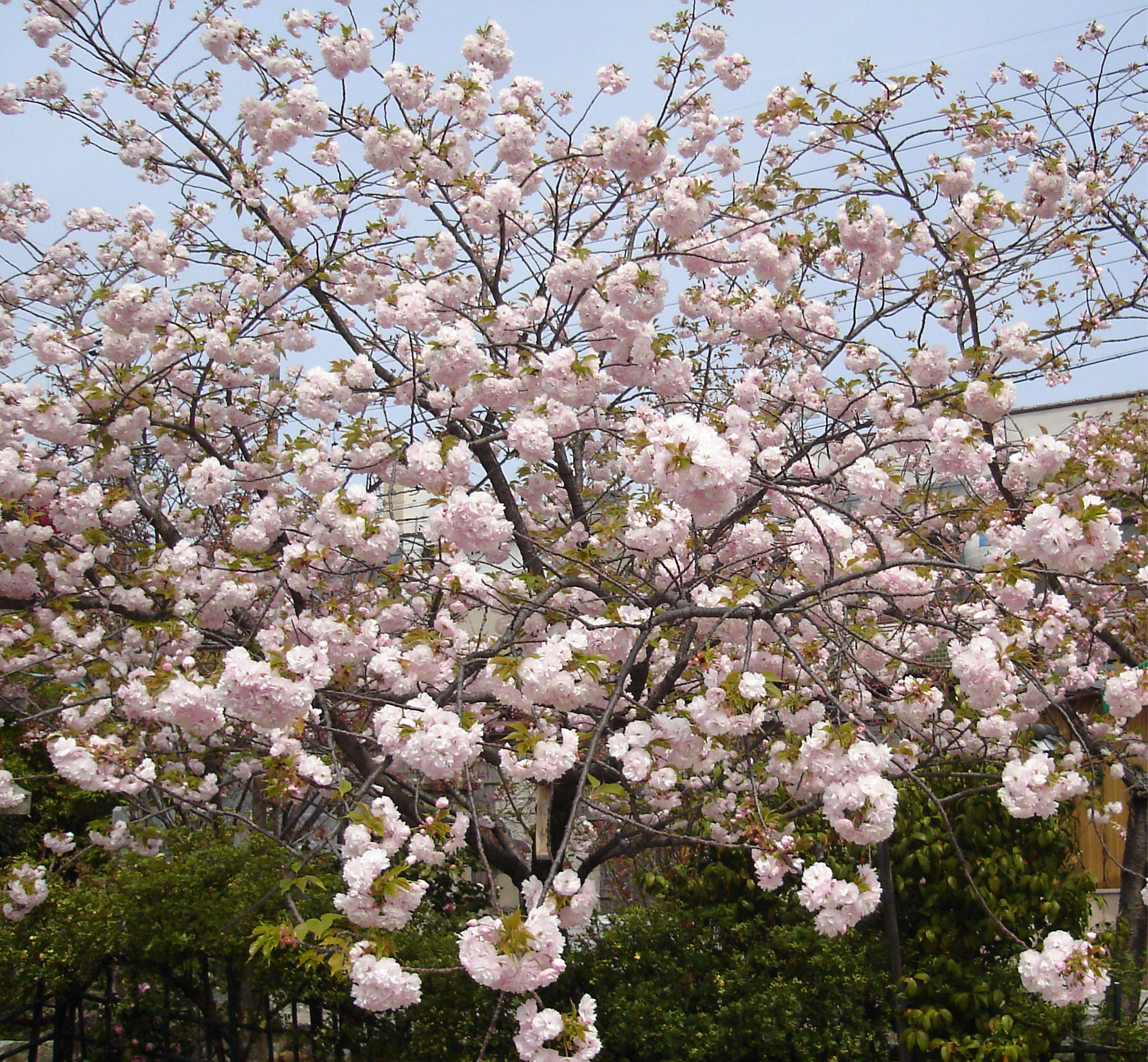
普賢象桜

- 本堂 - 閻魔法王坐像（長享2年（1488年）、仏師定勢作）を本尊とし、脇侍を左に司命、右に司録を安置している。
- 庫裏
- 狂言堂
- 観音堂
- 普賢象桜 - 遅咲きの八重桜で散るときは花冠ごと落ちる。
- 紫式部供養塔（重要文化財） - 十重石塔。至徳3年（1386年）建立。
- 紫式部像
- 鐘楼 - 梵鐘（京都市指定有形文化財）は、康暦元年（1379年）に大工の藤井國安が製作したもの。

## 年中行事
- 2月（節分会） – 厄除けの「こんにゃく煮（だ）き」が振る舞われる。
- 5月1日 - 5月4日 – 京都で三大念仏狂言の一つに数えられる千本えんま堂狂言（京都市指定無形民俗文化財）が有声で行なわれる。
- 8月 – 六斎念仏、盂蘭盆会 - お精霊さんをお迎えする迎え鐘が終日鳴り続ける。
- 8月24日 – 地蔵盆の盆踊り。

## 文化財

### 重要文化財
- 引接寺塔婆（十重石塔）

### 京都市指定有形文化財
- 梵鐘

### 京都市指定無形民俗文化財
- 千本えんま堂狂言

## 前後の札所
通称寺の会（千本ゑんま堂）

## 住所
- 〒602-8307 京都府京都市上京区千本通鞍馬口下ル閻魔前町34

## 交通
- 京都市営バス「乾隆校前」（6・46・59・206系統）バス停下車 徒歩2分